# یوناک، بلغارستان
یوناک (به بلغاری: Yunak) روستایی در بلغارستان است که در شهرستان آورن واقع شده‌است.